# Veronica mexicana
Veronica mexicana là một loài thực vật có hoa trong họ Mã đề. Loài này được S. Watson miêu tả khoa học đầu tiên năm 1888.